# Великі Гімалаї (національний парк)
«Великі Гімалаї» (англ. Great Himalayan National Park) — національний парк в Індії. Розташований у регіоні Куллу індійського штату Гімачал-Прадеш на території Гімалайських гір. Створений 1984 року. У червні 2014 року національний парк Великі Гімалаї було занесено до списку Світової спадщини ЮНЕСКО. ЮНЕСКО відзначило цей національний парк за «визначну роль у збереженні біологічного різноманіття».

## Короткий опис
Площа парку становить 755 км². Висота над рівнем моря коливається між 1600 та 6000 м.
Фауна представлена 31 видом ссавців, 181 видом птахів, 3 видами рептилій, 9 видами земноводних, 11 видами кільчастих червів, 17 видами молюсків і 127 видами комах.